# L'isola del tesoro (film 1938)
L'isola del tesoro (Остров сокровищ, Ostrov sokrovišč) è un film del 1930 diretto da Vladimir Vajnštok.
Film d'avventura sovietico tratto dall'omonimo romanzo del 1883 di Robert Louis Stevenson.

## Trama
Un gruppo di ribelli inglesi cerca i tesori dei pirati per comprare armi per la guerra civile.

## Produzione
Adattamento del romanzo di Robert Louis Stevenson con drastiche modifiche rispetto alla storia originale: vennero infatti apportate alcune modifiche per introdurre elementi anti-britannici e per promuovere l'ideologia stalinista.
Anche il protagonista originale, Jim Hawkins, è in questa versione una donna chiamata Jenny.
La versione in lingue inglese è stata diretta da David Bradley.

## Distribuzione
Il film venne distribuito in Unione Sovietica il 5 gennaio 1938. In Europa e Stati Uniti venne distribuito nel 1949 e 1950.